# Новоселяни (Хорватія)
45°53′ пн. ш. 16°52′ сх. д. / 45.89° пн. ш. 16.87° сх. д.
Новоселяни (хорв. Novoseljani) — населений пункт у Хорватії, у Б'єловарсько-Білогорській жупанії у складі міста Б'єловар.

## Населення
Населення за даними перепису 2011 року становило 708 осіб.
Динаміка чисельності населення поселення: